# Diopsidae
Diopsidae zijn een familie uit de orde van de tweevleugeligen (Diptera), onderorde vliegen (Brachycera). Wereldwijd omvat deze familie zo'n 14 genera en 194 soorten.

## Taxonomie
De volgende geslachten en soorten zijn bij de familie ingedeeld:

### Centrioncus
- Centrioncus Speiser, 1910[2]
  - Typesoort Centrioncus prodiopsis Speiser, 1910[2]
  - Centrioncus aberrans Feijen, 1983[3]
  - Centrioncus angusticercus Feijen, 1983[3]
  - Centrioncus bytebieri De Meyer, 2004[4]
  - Centrioncus decellei Feijen, 1983[3]
  - Centrioncus decoronotus Feijen, 1983[3]
  - Centrioncus jacobae Feijen, 1983[3]
  - Centrioncus prodiopsis Speiser, 1910[2]

### Cladodiopsis
- Cladodiopsis Séguy, 1949 
  - Cladodiopsis leptophylla Séguy, 1949
  - Cladodiopsis seyrigi Séguy, 1949
  - Cladodiopsis sicardi Séguy, 1949

### Cyrtodiopsis
- Cyrtodiopsis Frey, 1928
  - Cyrtodiopsis concava Yang & Chen, 1998
  - Cyrtodiopsis dalmanni (Wiedemann, 1830)
  - Cyrtodiopsis guangxiensis Liu, Wu & Yang, 2013
  - Cyrtodiopsis plauta Yang & Chen, 1998
  - Cyrtodiopsis pseudoconcava Liu, Wu & Yang, 2009
  - Cyrtodiopsis quinqueguttata (Walker, 1856)
  - Cyrtodiopsis yunnanensis Liu, Wu & Yang, 2009
  - Cyrtodiopsis whitei (Curran, 1936)

Synoniemen
- Cyrtodiopsis africana Shillito, 1940 = Diopsina africana (Shillito, 1940)
- Cyrtodiopsis currani Shillito, 1940 =[5] Teleopsis currani (Shillito, 1940)

### Diasemopsis
- Diasemopsis Rondani, 1875

  - Diasemopsis aethiopica (Rondani, 1873)
  - Diasemopsis albifacies Curran, 1931
  - Diasemopsis amora Curran, 1931
  - Diasemopsis apicifasciata Brunetti, 1928
  - Diasemopsis comoroensis Carr & Foeldvari, 2006[6]
  - Diasemopsis concolor (Westwood, 1837)
  - Diasemopsis coniortodes (Speiser, 1910)[2]
  - Diasemopsis conjuncta Curran, 1931
  - Diasemopsis dejecta Curran, 1931
  - Diasemopsis disconcerta Curran, 1931
  - Diasemopsis dubia (Bigot, 1874)
  - Diasemopsis elegantula Brunetti, 1926
  - Diasemopsis elongata Curran, 1931
  - Diasemopsis exquisita Brunetti, 1928
  - Diasemopsis fasciata (Gray, 1832)
  - Diasemopsis fusca Lindner, 1954
  - Diasemopsis fuscapicis Brunetti, 1928
  - Diasemopsis fuscivenis (Brunetti, 1926)
  - Diasemopsis hirsuta Curran, 1931
  - Diasemopsis hirta Lindner, 1954
  - Diasemopsis horni Curran, 1931
  - Diasemopsis incerta Eggers, 1916
  - Diasemopsis interrupta Curran, 1931
  - Diasemopsis jeanneli Seguy, 1938
  - Diasemopsis jillyi Feijen, 1978
  - Diasemopsis latifascia (Brunetti, 1928)
  - Diasemopsis longipedunculata Brunetti, 1928
  - Diasemopsis meigenii (Westwood 1837)
  - Diasemopsis minuta (Seguy, 1955)
  - Diasemopsis munroi Curran, 1931
  - Diasemopsis nebulosa Curan, 1931
  - Diasemopsis obscura (Westwood, 1837)
  - Diasemopsis obstans (Walker, 1861)
  - Diasemopsis pleuritica Curran, 1931
  - Diasemopsis pulchella Eggers, 1916
  - Diasemopsis quadrata Curran, 1931
  - Diasemopsis robusta Brunetti, 1926
  - Diasemopsis sexnotata Brunetti, 1928
  - Diasemopsis siderata Seguy, 1955
  - Diasemopsis signata (Dalman, 1817)
  - Diasemopsis silvatica Eggers, 1916
  - Diasemopsis subfuscata Brunetti, 1926
  - Diasemopsis thaxteri Curran, 1931
  - Diasemopsis thomyris (Seguy 1955)
  - Diasemopsis wolteri Lindner, 1954

### Diopsina
- Diopsina Curran, 1928

  - Diopsina draconigena Feijen, 1981
  - Diopsina ferruginea (Curran, 1955)
  - Diopsina ferruginea Curran, 1928
  - Diopsina fluegeli Feijen & Feijen, 2013[7]
  - Diopsina intermedia Feijen, 1984
  - Diopsina kwaipai Feijen, 1981
  - Diopsina nitida (Adams 1903)
  - Diopsina schulteni Feijen, 1978
- Cyrtodiopsis africana Shillito, 1940 = Diopsina africana (Shillito, 1940)

### Diopsis
- Diopsis Linnaeus, 1775
  - Typesoort: Diopsis ichneumonea Linnaeus, 1775
  - Diopsis abdominalis Westwood, 1837[8] (Nomen dubium)
  - Diopsis absens Brunetti, 1926[9]
  - Diopsis acanthophthalma Eggers, 1925[10]
  - Diopsis angustifemur Brunetti, 1926[9]
  - Diopsis anthracina Brunetti, 1928[11]
  - Diopsis apicalis Dalman, 1817[12]
    - = Diopsis tenuipes Westwood, 1837[8]

  - Diopsis arabica 
  - Diopsis aries 
  - Diopsis aterrima Brunetti, 1926[9][13]
  - Diopsis atricapilla Guerin-Meneville, 1835[14]
    - =[15] Diopsis fumipennis Westwood, 1837[8]
    - = Diopsis atricapillus Guérin-Méneville, 1835

  - Diopsis atromicans Speiser, 1910[16]
  - Diopsis baigumensis Séguy, 1955
  - Diopsis basalis Brunetti, 1926[9]
  - Diopsis chinica Yang & Chen, 1998[17]
  - Diopsis circularis Macquart, 1835
  - Diopsis collaris Westwood, 1837[8]
  - Diopsis confusa 
  - Diopsis cruciata Curran, 1934[18]
  - Diopsis curva 
  - Diopsis dimidiata 
  - Diopsis diversipes Curran, 1928
  - Diopsis eisentrauti Lindner, 1962[19]
  - Diopsis erythrocephala 
  - Diopsis fascifera Eggers, 1925[10]
    - = Diopsis fumipennis Westwood, 1837 var. fascifera Eggers 1925[10]

  - Diopsis finitima 
  - Diopsis flavoscutellaris Brunetti, 1928[11]
  - Diopsis furcata 
  - Diopsis globosa 
  - Diopsis gnu Hendel, 1923[20]
  - Diopsis hoplophora 
  - Diopsis ichneumonea Linnaeus, 1775
  - Diopsis indica Westwood, 1837[8]
    - = Diopsis graminicola Doleschall, 1857[21]
    - = Diopsis apicalis Doleschall, 1856[22]

  - Diopsis leucochira 
  - Diopsis lindneri Feijen, 1978[23]
  - Diopsis longicornis Macquart, 1835
    - = Diopsis thoracica Westwood, 1837
    - = Diopsis phlogodes Hendel, 1923[20]

  - Diopsis macquartii 
    - = Diopsis conspicua Eggers, 1925[10]

  - Diopsis macromacula Brunetti, 1926[9]
  - Diopsis macrophthalma 
  - Diopsis maculithorax Brunetti, 1928[11]
  - Diopsis malawiensis Feijen & Feijen, 2009[24]
  - Diopsis melania Eggers, 1925[10]
  - Diopsis micronotata Brunetti, 1926[9]
  - Diopsis munroi Curran, 1929
  - Diopsis neesii 
  - Diopsis nigra 
  - Diopsis nigrasplendens Feijen, 1984[25]
  - Diopsis nigriceps Eggers, 1925[10]
  - Diopsis nigrosicus 
  - Diopsis nitela Séguy, 1955
  - Diopsis orizae 
  - Diopsis ornata Westwood, 1837
  - Diopsis planidorsum 
  - Diopsis pollinosa Adams, 1903
  - Diopsis preapicalis Speiser, 1910[16]
  - Diopsis punctiger Westwood, 1837[8]
    - = Diopsis trentepohlii Westwood, 1837

  - Diopsis rubriceps Eggers, 1925[10]
  - Diopsis servillei 
  - Diopsis somaliensis 
  - Diopsis stuckenbergi Feijen & Feijen, 2012[15]
  - Diopsis subfasciata 
  - Diopsis sulcifrons 
  - Diopsis surcoufi Séguy, 1955[26]
  - Diopsis terminata 
  - Diopsis vanbruggeni Feijen & Feijen, 2009[24]
  - Diopsis wiedemanni

### Eosiopsis
- Eosiopsis Feijen, 2008[27]
  - Typesoort: Diopsis sinensis Ôuchi, 1942[28]
  - = Sinodiopsis Feijen, 1989: 112.[29] Type species Diopsis sinensis Ôuchi, 1942. Preoccupied by Eames (1957: 64).
  - = Sinodiopsis Yang & Chen, 1996: 470 (Chinese), 478 (English) (not Feijen, 1989). syn. nov.[30] Type species Diopsis sinensis Ôuchi, 1942.[28]
  - Eosiopsis orientalis (Ôuchi, 1942)[28][27]
    - = Diopsis orientalis Ôuchi, 1942: 46.[28]
    - = Cyrtodiopsis orientalis (Ôuchi): Steyskal (1972: 4).[31]
    - = Sinodiopsis orientalis (Ôuchi): Feijen (1989: 112).[29]
    - = Sinodiopsis orientalis (Ôuchi): Yang & Chen (1996: 471 (Chinese), 478 (English) (not Feijen, 1989).[30]

  - Eosiopsis pumila (Yang & Chen, 1996)[27]
    - = Sinodiopsis pumila Yang & Chen, 1996: 471 (Chinese), 478 (English).[30]

  - Eosiopsis sinensis (Ôuchi, 1942)[28][27]
    - = Diopsis sinensis Ôuchi, 1942: 45.[28]
    - = Cyrtodiopsis sinensis (Ôuchi): Steyskal (1972: 4).[31]
    - = Sinodiopsis sinensis (Ôuchi): Feijen (1989: 112).[29]
    - = Sinodiopsis sinensis (Ôuchi): Yang & Chen (1996: 471 (Chinese), 479 (English) (not Feijen, 1989).[30]

### Eurydiopsis
- Eurydiopsis Frey, 1928
  - Eurydiopsis argentifera (Bigot, 1874)
    - = Diopsis argentifera Bigot, 1874

  - Eurydiopsis brevispinus Feijen, 1999
  - Eurydiopsis conflata Yang & Chen, 1998
  - Eurydiopsis glabrostylus Feijen, 1999
  - Eurydiopsis helsdingeni Feijen, 1999
  - Eurydiopsis pachya Chen & Wang, 2006
  - Eurydiopsis porphyria Chen & Wang, 2006
  - Eurydiopsis pseudohelsdingeni Chen & Wang, 2006
  - Eurydiopsis sarawakensis Feijen, 1999
  - Eurydiopsis subnotata (Westwood, 1847)
    - = Diopsis subnotata Westwood, 1847

### Prosphyracephala
- † Prosphyracephala Hennig, 1965[32]
  -  † Prosphyracephala kerneggeri Kotrba, 2009[33]
  -  † Prosphyracephala rubiensis Lewis, 1971[34]
  -  † Prosphyracephala succini (Loew, 1873)[35]
    - =[32]  † Sphyracephala succini Loew, 1873[35]
    - =[32][36]  † Sphyracephala breviata Meunier, 1903[37]

### Pseudodiopsis
- Pseudodiopsis Hendel, 1917

  - Pseudodiopsis bipunctipennis (Senior-White, 1922)
  - Pseudodiopsis detrahens (Walker, 1860)

### Sphyracephala
- Sphyracephala Say, 1828

  - Sphyracephala beccarii (Rondani, 1873)
  - Sphyracephala brevicornis (Say, 1817)
  - Sphyracephala europaea Papp & Foldvari, 1997
  - Sphyracephala hearseiana (Westwood, 1844)
  - Sphyracephala munroi Curran, 1928
  - Sphyracephala subbifasciata Fitch, 1855

### Teleopsis
- Teleopsis Rondani, 1875

  - Teleopsis adjacens Brunetti, 1928
  - Teleopsis africana (Shillito, 1940)
  - Teleopsis anjahanaribei (Vanschuytbroeck, 1965)
  - Teleopsis apographica (Seguy, 1949)
  - Teleopsis apollo (Brunetti, 1928)
  - Teleopsis boettcheri Frey, 1928
  - Teleopsis cheni Yang & Chen, 1998
  - Teleopsis currani (Shillito, 1940)[38]
    - = Cyrtodiopsis currani Shillito, 1940

  - Teleopsis dalmanni (Wiedemann, 1830)
    - = Diopsis dalmanni Wiedemann 1830

  - Teleopsis discrepans (Walker, 1856)
  - Teleopsis fallax (Bigot, 1874)
  - Teleopsis ferruginea (Roeder, 1893)
  - Teleopsis fulviventris Bigot, 1880
  - Teleopsis krombeini Feijen, 1998
  - Teleopsis maculata Feijen, 1998
  - Teleopsis motatrix Osten Sacken, 1882
  - Teleopsis onopyxus Seguy, 1949
  - Teleopsis pharao Frey, 1928
  - Teleopsis quadriguttata (Walker, 1856)
  - Teleopsis quinqueguttata (Walker, 1856)
  - Teleopsis rubicunda Wulp, 1897
  - Teleopsis selecta Osten Sacken, 1882
  - Teleopsis sexguttata Brunetti, 1928
  - Teleopsis shillitoi Tenorio, 1969
  - Teleopsis sykesii (Westwood, 1837)
  - Teleopsis thaii Foldvari & Carr, 2007[39]
  - Teleopsis trichophoras Meijere, 1916
  - Teleopsis vadoni (Vanschuytbroeck, 1965)
  - Teleopsis whitei (Curran, 1936)
    - = Diopsis whitei Curran 1936[40]

  - Teleopsis yunnana Yang & Chen, 1998

### Teloglabrus
- Teloglabrus Feijen, 1983[3]
  - Typesoort: Teloglabrus sanorum Feijen, 1983[3]
  - Teloglabrus australis Feijen, 1983[3]
  - Teloglabrus curvipes Feijen, 1983[3]
  - Teloglabrus duplospinosus Feijen, 1983[3]
  - Teloglabrus entabensis Feijen, 1983[3]
  - Teloglabrus lebombensis Feijen, 1983[3]
  - Teloglabrus londti Feijen, 1983[3]
  - Teloglabrus milleri Feijen, 1983[3]
  - Teloglabrus pelecyformis Feijen, 1983[3]
  - Teloglabrus prolongatus Feijen, 1983[3]
  - Teloglabrus sabiensis Feijen, 1983[3]
  - Teloglabrus sanorum Feijen, 1983[3]
  - Teloglabrus stuckenbergi Feijen, 1983[3]
  - Teloglabrus trituberculatus Feijen, 1983[3]
  - Teloglabrus tsitsikamensis Feijen, 1983[3]
  - Teloglabrus vumbensis Feijen, 1983[3]